# Cei-See
Der Cei-See, italienisch Lago di Cei, ist ein Bergsee in der Nähe von Castellano auf dem Gebiet der Gemeinde Villa Lagarina bei Rovereto im Trentino.
Er liegt am Fuße des Monte Stivo in einem abgeschlossenen Becken nördlich des Gardasees auf einer Höhe von 918 m s.l.m.
Der See hat eine Fläche von etwa 4,5 Hektar, die maximale Tiefe beträgt 13,5 Meter. Gespeist wird der See von einer kleinen am Seegrund liegenden Quelle. Der kleine Abfluss an der Ostseite mündet bereits nach nur etwa 60 Metern in einen weiteren kleineren See, den Lago di Lagabis, dessen Abfluss, der Rio Airone in nordnordöstlicher Richtung in den Rio Cimone bei Aldeno fließt. Die mit der Secchi-Scheibe ermittelte Sichttiefe beträgt 4 Meter.
Er wird auch als Badesee genutzt. Seit 1997 ist der See Teil des Biotops Prà dell'Albi-Cei.

## Entstehung
Der Cei-See ist durch einen Bergrutsch entstanden, auch wenn das Becken, in dem er liegt, von einem Gletscher ausgeschliffen worden ist. Aufgrund am Seegrund entdeckter aufrecht stehender Baumstämme konnte mittels Radiokarbonmethode festgelegt werden, dass die Bäume in der Mitte des 13. Jahrhunderts nach dem Anstauen des Wassers abgestorben sind. Der See muss damals eine größere Ausdehnung gehabt haben, wie Torfablagerungen und der benachbarte nur etwa 60 Meter kleinere Lago di Lagabis bezeugen.

## Flora
Die Flora am Cei-See ist sehr artenreich. Beheimatet sind hier: Weiße Seerosen, Gelbe Teichrosen, Gewöhnliche Strandsimse, Seggen, Pfahlrohr, und die Sibirische Schwertlilie. In den naheliegenden Torfbereichen finden sich: das Schmalblättrige Wollgras, das Gemeine Fettkraut, die Kriech-Weide und der Kleine Wasserschlauch.

## Fischfauna
Im See leben unter anderem Karpfen, Schleie, Hechte und Flussbarsche. Im Biotop mit seien Feuchtgebieten findet sich auch der Dohlenkrebs und der Italienische Laubfrosch.